# Farming Simulator (серія ігор)
Farming Simulator — серія відеоігор для різних ігрових платформ, розроблених компанією Giants Software . Основний жанр ігор серії — симулятор фермерської діяльності. Остання гра серії (станом на грудень 2024), Farming Simulator 25, вийшла 12 листопада 2024 року.
Станом на квітень 2025 року в серії вийшло 14 ігор, з них 9 є PC-версіями і 5 — мобільними версіями. Видавцем всіх сучасних ігор серії виступає компанія Focus Home Interactive.

## Відмінні особливості серії
В цілому, будь-яку гру серії можна охарактеризувати наступним чином:
Farming simulator — це гра-пісочниця з відкритим ігровим світом. Головною метою ігрового процесу є ведення різної сільськогосподарської діяльності, наприклад, вирощування сільськогосподарських культур, розведення тварин, лісозаготівля (з Farming Simulator 15), виробництво енергоносіїв, а також, отримання прибутку від цієї діяльності. У грі немає кінцевої мети для досягнення перемоги. Гравцям доступна велика кількість різної сільськогосподарської техніки та обладнання, з яких понад 90 % є ліцензованими моделями відомих світових брендів (наприклад New Holland Ponsse, Deutz-Fahr, Challenger та інші). Велика увага приділяється реалістичності управління і високої деталізації техніки і обладнання. Важливою особливістю ігор серії є можливість створення користувацьких модифікацій . Розробники активно підтримують створення модифікацій для своїх ігор, регулярно випускаючи нові версії редактора для створення модифікацій і різні посібники по ньому. В інтернеті можна знайти велику кількість модифікацій для ігор серії, що сильно відрізняються за масштабом та якістю.
Ігри Farming Simulator випущені на багатьох платформах
PC (Microsoft Windows, Mac OS), PS4, PS3, Xbox One, Xbox 360, а також мобільні версії на: Android, iOS, Windows Phone, PS Vita, Kindle Fire, Nintendo 3DS . Гра Farming Simulator 18 буде доступна також на платформі Nintendo Switch . Farming Simulator 20 доступна на Android, iOS, Nintendo Switch.
У всіх іграх серії є мультиплеєр.

## Ігровий процес
Гравець починає кар'єру фермера, маючи в своєму розпорядженні невеликий парк застарілої техніки, кілька невеликих полів і невеликий стартовий капітал. Початкова техніка дозволяє займатися тільки землеробством. Щоб отримувати врожай, гравець повинен обробляти поля. Обробка полів включає такі етапи, як: оранка полів плугом, культивування, посів, удобрення органічними або промисловими добривами, а також збір врожаю. Надалі, крім землеробства, гравець зможе займатися тваринництвом і лісозаготівлею. Продаючи врожай, гравець отримує ігрову валюту, на яку він може набувати нову техніку та обладнання, тварин, нові поля і статичні об'єкти. Статичні об'єкти приносять регулярну прибуток, не залежну від діяльності гравця. Урожай можна продавати відразу або накопичувати в спеціальних бункерах, очікуючи більш вигідних цін. Гравець може брати кредит в банку. Будь-яким видом діяльності можна займатися різними способами, використовуючи різну техніку. У грі доступні додаткові побічні завдання, за виконання яких гравець отримує винагороду. Гра має високий рівень реалізму, але для зручності ігрового процесу деякі ігрові умови сильно відрізняються від реальних. Наприклад, розміри полів, обсяг зібраного з них врожаю, ціни на продукцію, але головна відмінність — в ігровому часу. Всі ігрові процеси відбуваються швидко, до того ж, час можна прискорювати. Дозрівання врожаю займає від одного до трьох днів. У грі завжди літо, але в різні дні буває різна погода, наприклад, може піти дощ або град. Також, в грі є зміна дня і ночі[джерело?].

## Історія
Всі ігри серії (з датою релізу):
- Farming Simulator 2008 — 14 квітня 2008 року.[1][7][8][9]

- Farming Simulator 2009 — 28 серпень 2009 року.[10][11]

- Farming Simulator 2011 — 29 жовтня 2010 року[12][13][14]

- Farming Simulator 2012 (Farming Simulator 3D) — 30 березня 2012 року (3DS, Європа)[15][16], 30 липня 2012 року (iOS, світ)[17] 23 червня 2013 (3DS, США)[18]

- Farming Simulator 2013 — 25 жовтня 2012 року.[19][20]
- Farming Simulator 14 — 18 листопада 2013 року.[21][22]
- Farming Simulator 15 — 30 жовтня 2014 року.[23]

- Farming Simulator 16 — 5 серпня 2015 року.[24][25]
- Farming Simulator 17 — 24 жовтня 2016 року.[26][27]
- Farming Simulator 18 — 6 червня 2017 року.
- Farming Simulator 19 — 20 листопада 2018 року.[28]
- Farming Simulator 20 — 3 грудня 2019 року.
- Farming Simulator 22 — 22 листопада 2021 року.[29]

Спочатку відома лише серед невеликої аудиторії любителів жанру симуляторів, серія Farming Simulator згодом завоювала велику популярність у широкої аудиторії гравців. До 2013 року було продано більше 4 мільйонів копій ігор серії, починаючи з Farming Simulator 2008 і закінчуючи Farming Simulator 2013.
Кількість проданих копій Farming Simulator 15 перевищує 3 мільйони
Остання частина серії, Farming Simulator 17, вважається грою з найуспішнішим стартом продажів в серії. Було продано більше мільйона копій гри всього за місяць з дня релізу, з них половина на PC.
В Steam доступні для покупки 4 гри серії — Farming Simulator 2011, Farming Simulator 2013, Farming Simulator 15 і Farming Simulator 17. На лютий 2017 року кількість проданих в Steam копій гри Farming Simulator 15 — перевищила 650 тисяч
, Farming Simulator 17 — 290 тисяч.
Серію Farming Simulator можна назвати основоположником нині популярного жанру симулятора фермерства. Протягом довгих років серія була абсолютним монополістом у своєму жанрі і тільки в 2017 році анонсували ігри, які можуть стати їй гідними конкурентами.

## Критика
Ігри серії в цілому отримують середні та позитивні оцінки критиків. При цьому, основним мінусом гри найчастіше відзначають вузьку спеціалізацію гри і, як наслідок, обмежену аудиторію.
Ігровий блог «Rock, Paper, Shotgun» назвав гру Farming Simulator 17 найкращим фермерським симулятором в світі.
Гравці оцінюють ігри серії дуже позитивно.
Проте, гравці і ігрові видання часто критикують серію за відсутність розвитку. По-перше, це відмова від реалізації елементів менеджменту в ігровому процесі, що стало однією з причин появи проекту Cattle And Crops . По-друге, мала кількість змін в нових частинах серії. Так, Farming Simulator 17 часто називають таким самим «Farming Simulator, що і два роки тому», але з поліпшеною графікою і доповненими модифікаціями. При цьому, ігри серії продаються за високою ціною, порівнянною з іграми ААА класу.
Також, критику гравців викликає велику кількість багів в іграх серії і слабкий зворотний зв'язок з розробниками. Особливо це стосується гри Farming Simulator 17, яка на момент релізу мала велику кількість багів, частина з яких не була вирішена навіть після виходу трьох великих патчів. До того ж, у нововведених патчів часто появляються зовсім нові баги.